# 韩端
韩端（1983年6月15日—），出生于辽宁省大连市，中国女子足球运动员，司职前锋。

## 生平
1999年9月，韩端加入由李锡财执教的大连女足。2000年12月韩端入选马元安执教的国家队，曾任女足国家队队长。2009年初，韩端被租借到美国职业女足联赛的洛杉矶太阳。2011年9月，中国女足冲击伦敦奥运会失败后，韩端宣布退出国家队。

## 奖项
- 2006年女足亚洲杯冠军